# 全勝キネマ
全勝キネマ株式会社（ぜんしょうキネマ、1936年5月 設立 - 1941年1月 合併）は、かつて第二次世界大戦前に存在した奈良の映画会社である。市川右太衛門の実兄山口天龍が設立、かつて市川右太衛門プロダクションが奈良市内に建設し、閉鎖した撮影所を活用して、映画を量産した。

## 略歴
- 1936年5月 - 山口天龍が設立
- 1940年9月 - 松竹傘下に参入
- 1941年1月 - 興亜映画に合併消滅、撮影所閉鎖

## 概要
奈良県生駒郡伏見村（現在の同県奈良市あやめ池北1丁目）に、1927年（昭和2年）4月、市川右太衛門プロダクション（右太プロ）が撮影所を建設、稼動していたが、1936年（昭和11年）、同プロダクションが松竹に吸収され、右太衛門は京都双ヶ丘の松竹第二撮影所に入社、「市川右太衛門プロダクションあやめ池撮影所」は閉鎖された。そこで、右太衛門の実兄・山口天龍が同年5月に設立（資本金20万円）、同撮影所を復活、映画の量産を始めた。
製作開始にあたって集めた監督に、旧右太プロ在籍者はほとんどおらず、極東映画社から引き抜かれ定着した金田繁、あるいは山口哲平、仁科熊彦、稲葉蛟児のようなレンタル的に1-2本撮って極東映画に戻る者、嵐寛寿郎プロダクション（寛プロ）から引き抜いた山本松男、日活京都撮影所からはかつて旧右太プロでも活躍した志波西果を引き抜き3本撮ったが、おなじく日活多摩川撮影所から引き抜いた宮田味津三と同じく大日本天然色映画へと去った。「旧右太プロ第二部」で脚本家だった山田兼則を監督として採用した。翌1937年にも藤本修一郎、大江秀夫が来て1本だけ撮った。甲陽映画から引き抜いた熊谷草弥は全勝の最後まで定着し、全勝消滅後は引退した。1938年には東亜キネマ京都撮影所や富国映画にいた橋本松男、マキノトーキーから姓丸浩が現れ定着した。寛プロから白秋詩路は1本だけ撮って、大都映画、極東映画に移った。1939年には帝国キネマ芦屋撮影所やアシヤ映画製作所にいた佐藤樹一郎と、全勝生え抜きで脚本を書いていた小林二三夫がそれぞれ1本だけ撮って廃業してしまった。
主演俳優に関しては、市川松之助や実川童といった「旧右太プロ第二部」の主役級を引き続き採用、片岡千恵蔵プロダクションや阪東妻三郎プロダクションで千恵蔵や阪妻を支えてきた杉山昌三九を主演に抜擢、大河内龍は全勝生え抜きのスターとなった。
1940年（昭和15年）9月、「全勝キネマ」もやはり松竹の傘下に入り、松竹から常務取締役に能勢克男、取締役に白井信太郎、城戸四郎らが送り込まれた。翌1941年（昭和16年）1月に公開した3本をもって製作を終了、合併して松竹資本の興亜映画株式会社となった。最後の作品はもっとも活躍した監督のひとり、熊谷草弥監督の『尾州三勇士』であった（1941年1月22日松竹系で公開）。「あやめ池撮影所」は再び閉鎖され、「全勝キネマ」は消滅までに170本あまりの映画を製作した。トーキーの時代にあって無声映画をつくりつづけ、末年ですら音声トラックに活動弁士の声が入った解説版であった。また松竹傘下に入る際、それまでのストックプリントは北海道の興行者に売却された。

## フィルモグラフィ
1936年 15本
- 間兄弟　監督金田繁
- 義憤の血煙　監督山本松男
- 血吹雪街道　監督山本松男
- 元禄七化け吉三　監督志波西果
- 国定後日譚　監督金田繁
- 紫頭巾　監督山口哲平・山田兼則
- 神変野狐騒動　監督山田兼則
- 天保水滸伝　監督山本松男
- 田宮坊太郎　監督志波西果
- 桃太郎剴旋　監督山本松男
- 日本晴甲州街道　監督仁科熊彦
- 百万手毬唄　監督宮田味津三
- 菩薩殺生剣　監督志波西果
- 隼小僧第一話 風雲隼双紙　監督山本松男
- 怪幻蝙蝠魔 前後篇　監督稲葉蛟児

1937年 29本
- 忍術薩摩城　監督金田繁

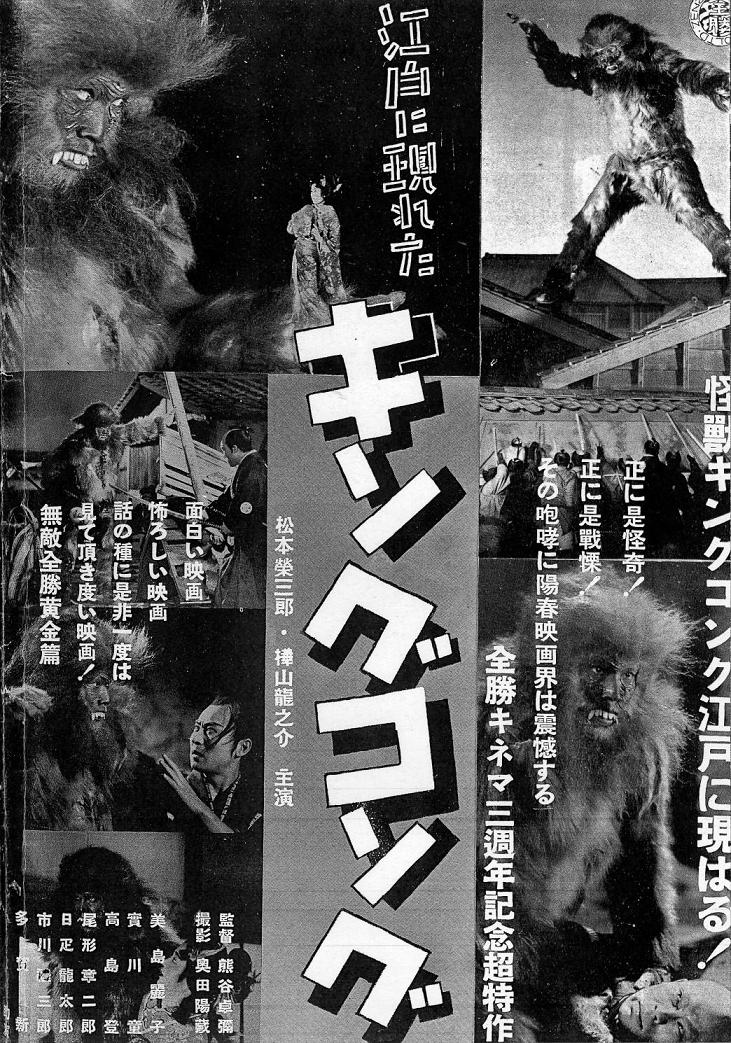
全勝キネマ三周年記念超特作『江戸に現れたキングコング』（監督熊谷草弥、1938年）公開当時のポスター。

- 剣聖音無しの構へ 第二篇 地の巻　監督稲葉蛟児
- 軍国の女神　監督藤本修一郎
- 猿飛天魔峡　監督大江秀夫
- 怪童三銃士　監督山田兼則
- 寛永勇士総動員　監督金田繁
- 雁首一千両　監督稲葉蛟児
- 狂乱時雨笠　監督金田繁
- 血祭中乗新三　監督熊谷草弥
- 剣雲修羅城　監督大江秀夫
- 剣鬼夜叉王　監督金田繁
- 口笛斬り独眼竜　監督金田繁
- 紅槍荒鷲隊　監督山本松男
- 疾風どくろ剣士　監督山田兼則
- 女侠客 玉川お秀　監督山本松男
- 女盗ざんげ　監督金田繁
- 上州熱血児　監督金田繁
- 大岡政談 鮮血の手形　監督金田繁
- 大名五郎蔵　監督金田繁
- 団十郎の勝　監督熊谷草弥
- 謎の短銃　監督金田繁
- 肉弾鉄仮面　監督山田兼則
- 忍術忠臣蔵　監督熊谷草弥
- 変化鞍馬山　監督金田繁
- 幕末女間諜　監督熊谷草弥
- 無敵山中鹿之助　監督熊谷草弥
- 弥太ッぺ月夜鴉　監督山本松男
- 夕凪城の怪人　監督熊谷草弥
- 竜虎双剣士 前後篇　監督熊谷草弥

1938年 37本
- 復讐笑ひの面　監督山田兼則
- からくり浪人 花婿合戦　監督橋本松男
- まぼろし峠　監督姓丸浩
- 一刀必殺剣　監督姓丸浩
- 快侠流れ星　監督白秋詩路
- 巌窟王ターザン　監督山田兼則
- 義剣血風陣　監督金田繁
- 巨人武勇伝　監督姓丸浩
- 侠男の火花　監督金田繁
- 競演女白浪　監督山本松男
- 曲斬白頭巾　監督熊谷草弥
- 剣風花嫁駕　監督山本松男
- 剣法当り狂言　監督山田兼則
- 股旅弁天小僧　監督熊谷草弥
- 紅吉捕物帖 人形傀儡師　監督山本松男
- 紅蜘蛛小姓　監督山本松男
- 時代の風雲児　監督金田繁
- 疾風葵変化　監督金田繁
- 人斬疾風雲　監督姓丸浩
- 人獣双面鬼　監督山田兼則
- 槍持千人力　監督金田繁
- 忠魂決死隊　監督金田繁
- 鍔鳴り五十三次　監督金田繁
- 忍術山嶽党　監督熊谷草弥
- 馬子唄千両　監督山田兼則
- 白夜の凱歌　監督橋本松男
- 八荒蹴合鶏　監督熊谷草弥
- 飛竜必殺剣　監督金田繁
- 鼻唄三羽烏　監督山本松男
- 風流喧嘩侍　監督山本松男
- 吼えろ! 怪物　監督金田繁
- 韋駄天街道　監督山田兼則
- 髑髏の秘密　監督山田兼則
- キング･コング　(江戸に現れたキングコング)　監督熊谷草弥
- 神変斑猫　監督橋本松男
- 神州鬼面城　監督橋本松男

1939年 46本
- 気紛れ大納言　監督姓丸浩
- 荒武者大進軍　監督山田兼則
- 音無し片手剣法　監督橋本松男
- 忍術八天狗 前篇　監督金田繁
- 忍術八天狗 後篇　監督金田繁
- 躍る怪魔　監督金田繁
- 怪童突撃隊　監督山田兼則
- 初草鞋愛憎峠　監督姓丸浩
- 新退屈男　監督姓丸浩
- 黄金の鷹 前篇 魔峽篇　監督山本松男
- 黄金の鷹 後篇 掃敵篇　監督山本松男
- 呪ひの銀猫　監督山田兼則
- 蝙蝠安　監督金田繁
- 魔剣の渦巻　監督橋本松男
- 棟木の由来 三十三間堂　監督佐藤樹一郎
- 化け頭巾　監督小林二三夫
- 隠密七変化　監督姓丸浩
- 忍術十三代記　監督金田繁
- 大白狐伝　監督橋本松男
- 魔像百万両 前篇　監督姓丸浩
- 魔像百万両 後篇　監督姓丸浩
- 神変隠れ簔　監督佐藤樹一郎
- 山嶽竜騎隊　監督橋本松男
- 唄祭三人吉三　監督姓丸浩
- 地雷火小僧　監督山田兼則
- 斬奸誠忠録　監督橋本松男
- 捕物綺談 河童の仇討　監督金田繁
- 大江戸お化合戦　監督佐藤樹一郎
- 曠原の美女夫　監督姓丸浩
- 怪談乳房の榎　監督山田兼則
- 天保斬魔剣　監督金田繁
- 建国驀走隊　監督金田繁
- 重の井子別れ　監督姓丸浩
- 浪花節と浪人　監督橋本松男
- やくざの魂　監督山田兼則
- 颱風の魔人　監督橋本松男
- 愛染菩薩　監督金田繁
- 新釈石童丸　監督佐藤樹一郎
- 関東一代男　監督姓丸浩
- 肥後の駒下駄　監督姓丸浩
- 荒木又右衛門 前篇　監督山田兼則
- 荒木又右衛門 後篇　監督山田兼則
- 妖芙火喰鳥　監督金田繁
- 忍術豪勇伝　監督佐藤樹一郎
- 不知火伝奇　監督橋本松男
- 初笑ひかごや判官　監督橋本松男

1940年 43本
- 昇竜日本晴れ　監督姓丸浩
- 怪猫油地獄　監督熊谷草弥
- 奇傑荒獅子　監督山田兼則
- 七化け子天狗　監督金田繁
- 木村長門守 後篇　監督熊谷草弥
- 恩讐花嫁狐　監督熊谷草弥
- 戦雲青葉城　監督山田兼則
- 神州女密使　監督橋本松男
- 小楠公　監督熊谷草弥
- 満月狸武士　監督橋本松男
- 蛇姫狂乱　監督熊谷草弥
- 再現蝙蝠魔 前篇　監督佐藤樹一郎
- 再現蝙蝠魔 後篇　監督佐藤樹一郎
- からくり女峠　監督山田兼則
- 鉄血浪人街　監督金田繁
- 喧嘩花笠　監督熊谷草弥
- 新恋稲妻男　監督橋本松男
- 義侠千両髯　監督佐藤樹一郎
- 双眼千羽鶴 前後篇　監督姓丸浩
- 濡れ衣剣法　監督金田繁
- 刃影乱れ旅　監督姓丸浩
- 剣侠曼陀羅　監督橋本松男
- 剣豪隅田の血戦　監督金田繁
- 武道江戸嵐　監督姓丸浩
- 白竜葵頭巾　監督熊谷草弥
- 元禄荒大名　監督橋本松男
- 土蜘蛛峠　監督熊谷草弥
- 風流暴れ若様　監督金田繁
- 三剣怒濤に躍る 前篇　監督山田兼則
- 三剣怒濤に躍る 後篇　監督山田兼則
- 旋風星月夜　監督橋本松男
- 渦巻く二刀流　監督姓丸浩
- 二十四孝誉れの軍師　監督熊谷草弥
- 馬子唄一番槍　監督金田繁
- 維新の旋風　監督橋本松男
- 愛染吹雪　監督姓丸浩
- 無筆の復讐　監督姓丸浩
- 富士の曙 少年曾我　監督熊谷草弥
- 旗本三日月侍　監督金田繁
- 豪快一代男　監督橋本松男
- 秘文書伝奇　監督姓丸浩
- 奇縁無双　監督熊谷草弥
- 開運富籤剣法　監督橋本松男

1941年 3本
- 大岡政談 白洲の花嫁　監督金田繁
- 嵐の中の剣士　監督姓丸浩
- 尾州三勇士　監督熊谷草弥